# Skämtteckning
En skämtteckning eller enruting är en humoristisk illustration bestående av en enda bild, i motsats till en serie som består av minst två sidoställda bilder i sekvens. Skämtteckningar används ofta för att exempelvis kommentera dagsaktuella händelser genom politisk satir, och förekommer då exempelvis på dagstidningarnas ledarsidor, ibland som illustration av ledarartikeln, ibland som en fristående yttring.
Den vanligaste formen är karikatyren (av italienska caricare: belasta, överdriva), som på ett överdrivet sätt återger det karakteristiska eller löjeväckande hos en person.
Ett alternativt begrepp för samma sak är enruting, särskilt om den är återkommande (i stil med humoristiska dagsstrippar).

## Kända skämttecknare efter nationalitet

### Danmark
- Siegfried Cornelius (Cosper)
- Robert Storm Petersen (Storm P.)

### England
- Cyril Kenneth Bird (Fougasse)
- David Low
- Ronald Searle

### Norge
- Ellen Auensen
- Ragnvald Blix (Stig Höök, pseudonym 1940-45 i Göteborgs Handels- och Sjöfartstidning).

### Sverige
| - Bertil Almqvist (Bertila) - Oskar Andersson (OA) - Anders Andersö (Tecknar-Anders) - Jan Berglin - George Beverloo - Gösta Chatham - Albert Engström - Anders Forsberg - Edvard Forsström - Torvald Gahlin - Jan-Erik Garland (Rit-Ola) | - Rolf Gustafsson (Gurr) - Fibben Hald - Eric Hermansson - Oscar Jacobsson - Ewert Karlsson (EWK) - Martin Lamm - Erik Lange - Edward Lindahl - Staffan Lindén - Per Lindroth - Hans Lindström - Gustaf Ljunggren | - Birger Lundquist - Mats Erik Molander (MEM) - Ejnar Nettelbladt (Nettel) - Ulf Ivar Nilsson - Aake Nystedt - Hilding Nyman - Anders Post - Torsten Schonberg - Eigil Schwab - Ivar Starkenberg - Anders Sten - Poul Ströyer |

## Bildexempel

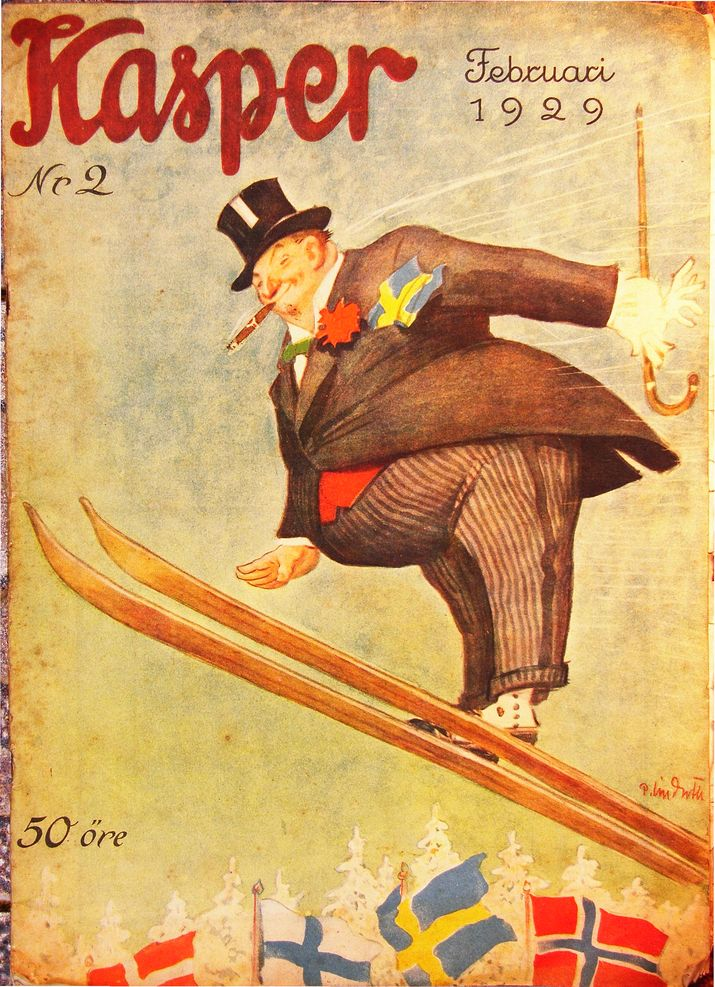
Per Lindroth för Kasper.
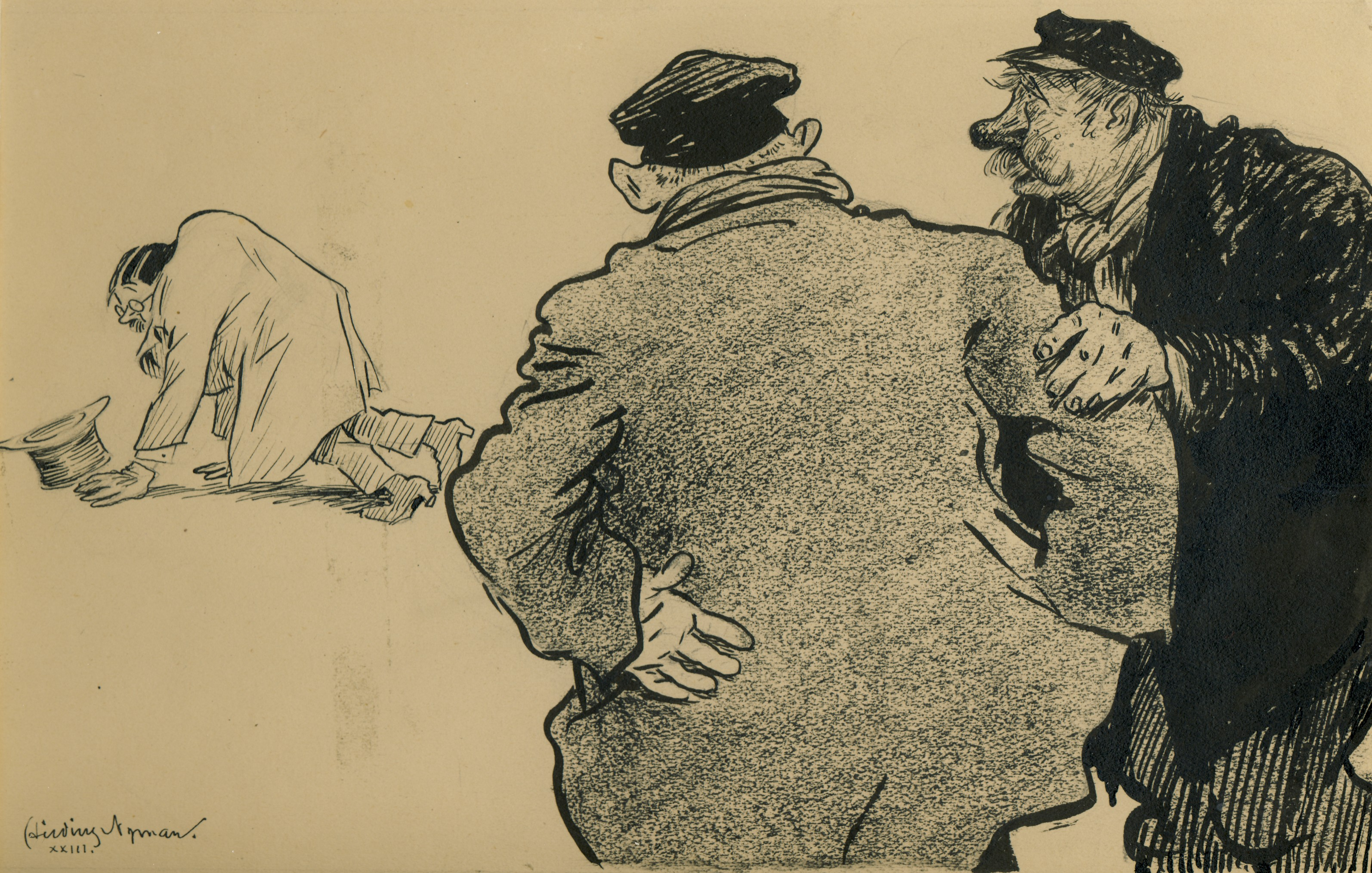
Hilding Nyman, karikatyr för Strix 1923: "Hänglåset" och "Rödspottan" får syn på en puckrygg, som kravlar sig upp ur halkan. "Rödspottan": Har du sett på faen, han svullna mesamma.
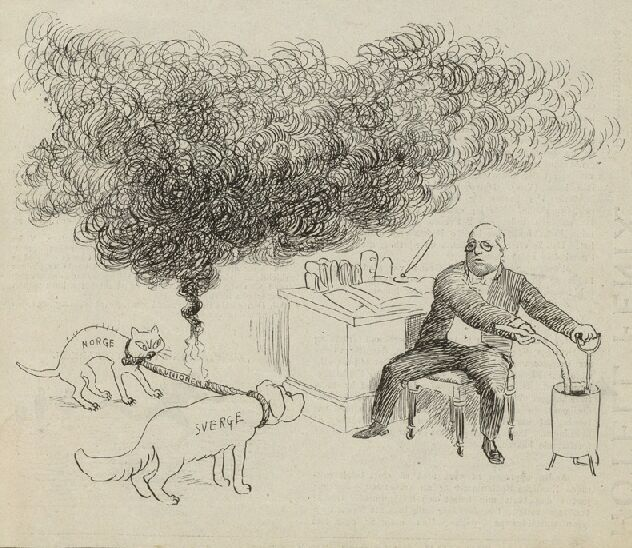
Skämtteckning ur Söndags-Nisse (1905) rörande Konsulatfrågan i svensk-norska unionen: Brister bandet? Sveriges statsminister Erik Gustaf Boström försöker släcka elden som hotar att lösgöra den ilskna katten (Norge) från den med sammanbundna hunden (märkt Sverige).
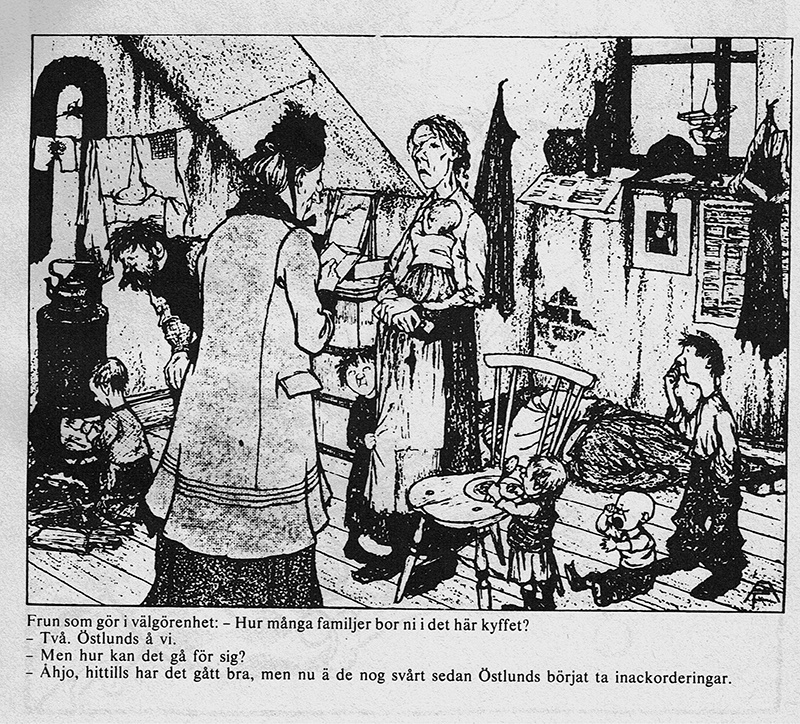
Anders Forsberg: Frun som gör välgörenhet. Ur boken Från svenska hem (1902).